# 林投
林投（學名：Pandanus tectorius），古作菻荼，別稱露兜樹、野菠蘿、假菠蘿、海菠蘿等，為露兜樹科露兜树属下的一個物种，原產於馬來界，澳大利亚東部及太平洋三大島群。林投具耐風、耐鹽的特質，且繁殖容易，是台灣常見的海岸防風定砂植物。蘭嶼達悟族人稱之為「Ango」；達悟族會使用林投的氣生根烤或曝曬飛魚，部分客家人則用林投氣根替代麻繩製作草鞋。

## 描述

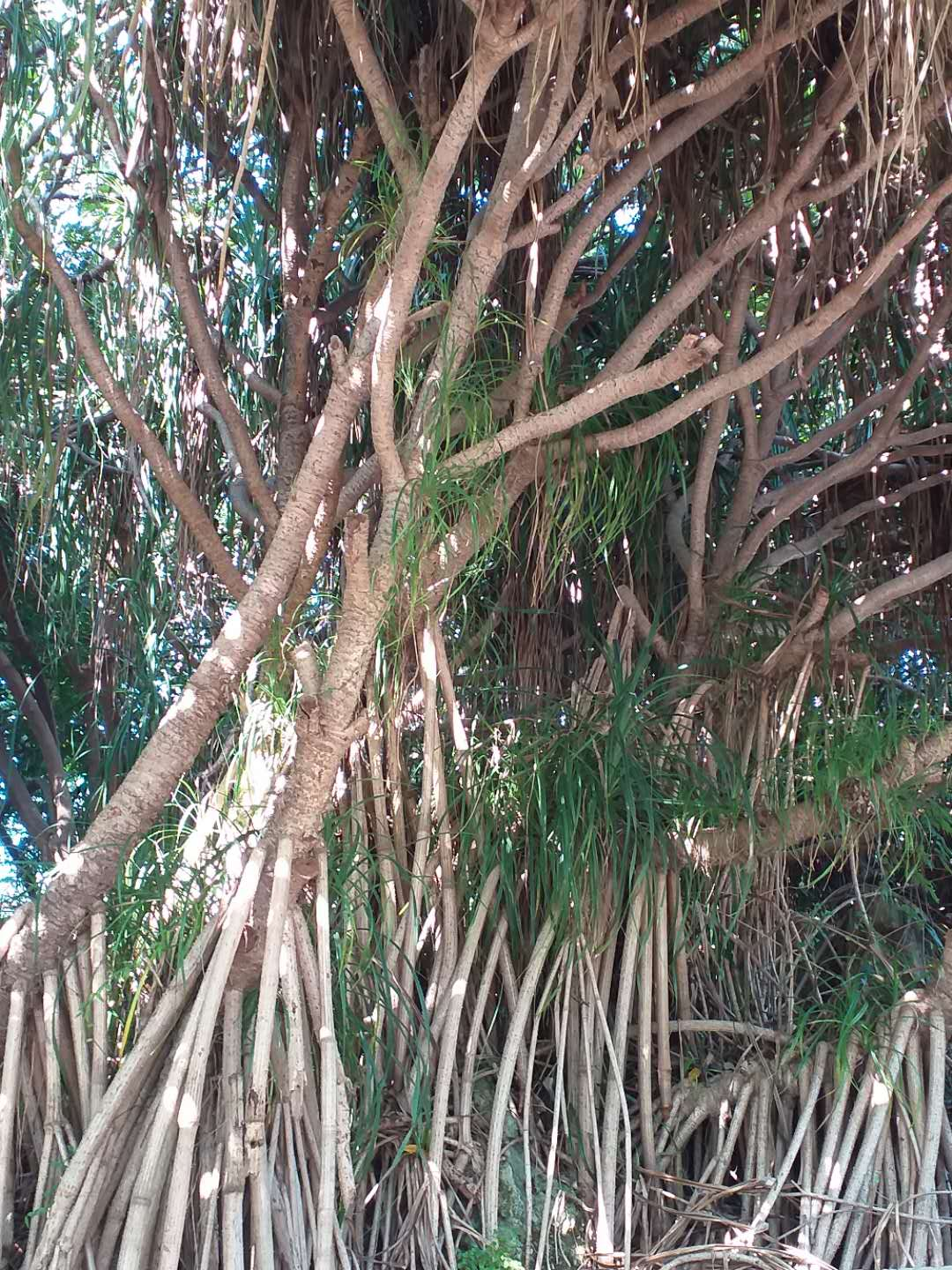
氣生根發達

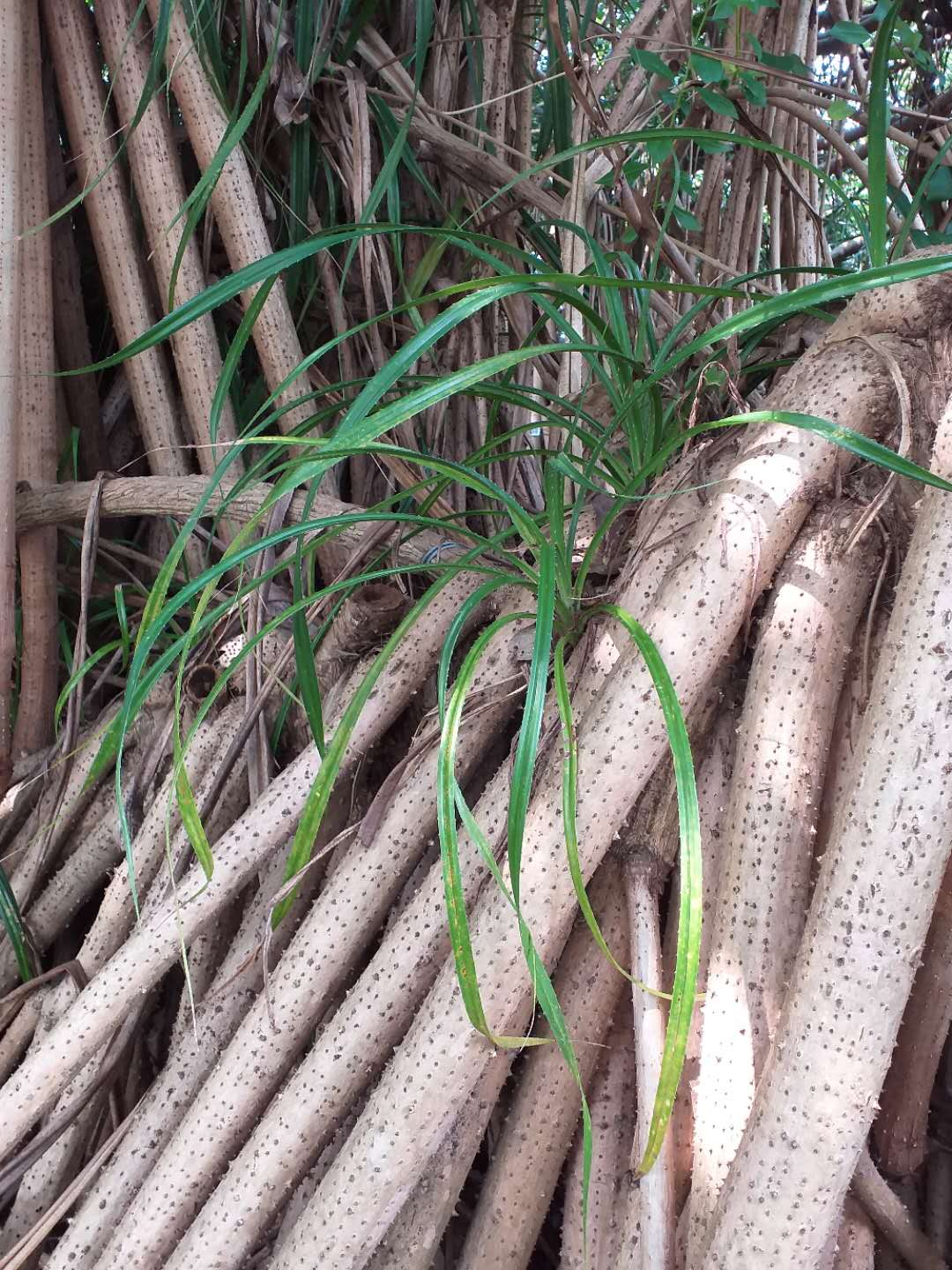
帶刺氣生根與新葉

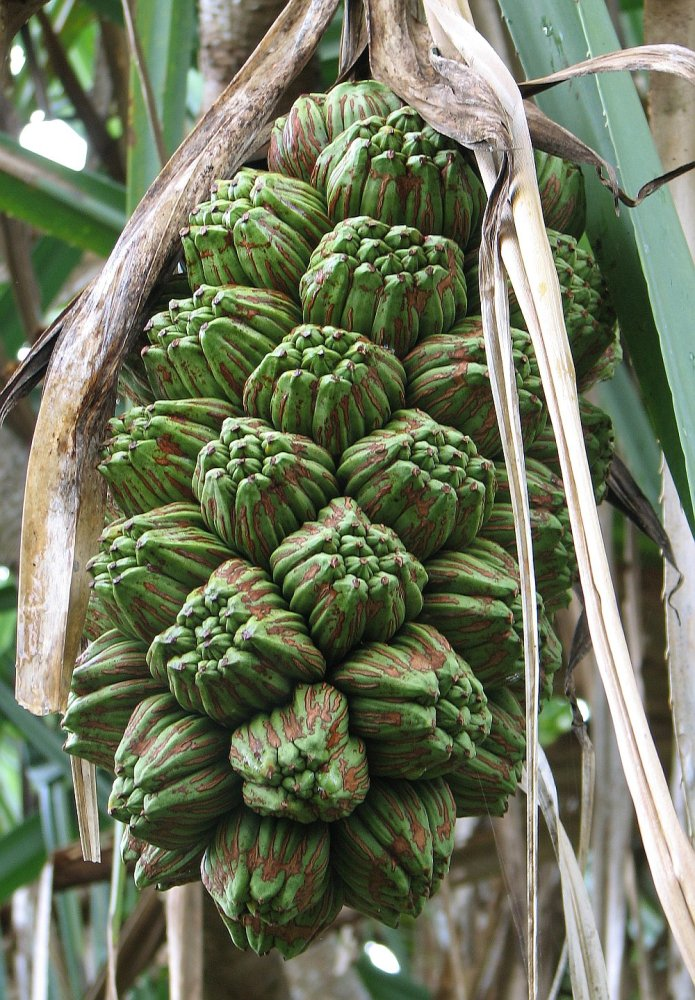
"林投果"顯示出指骨.

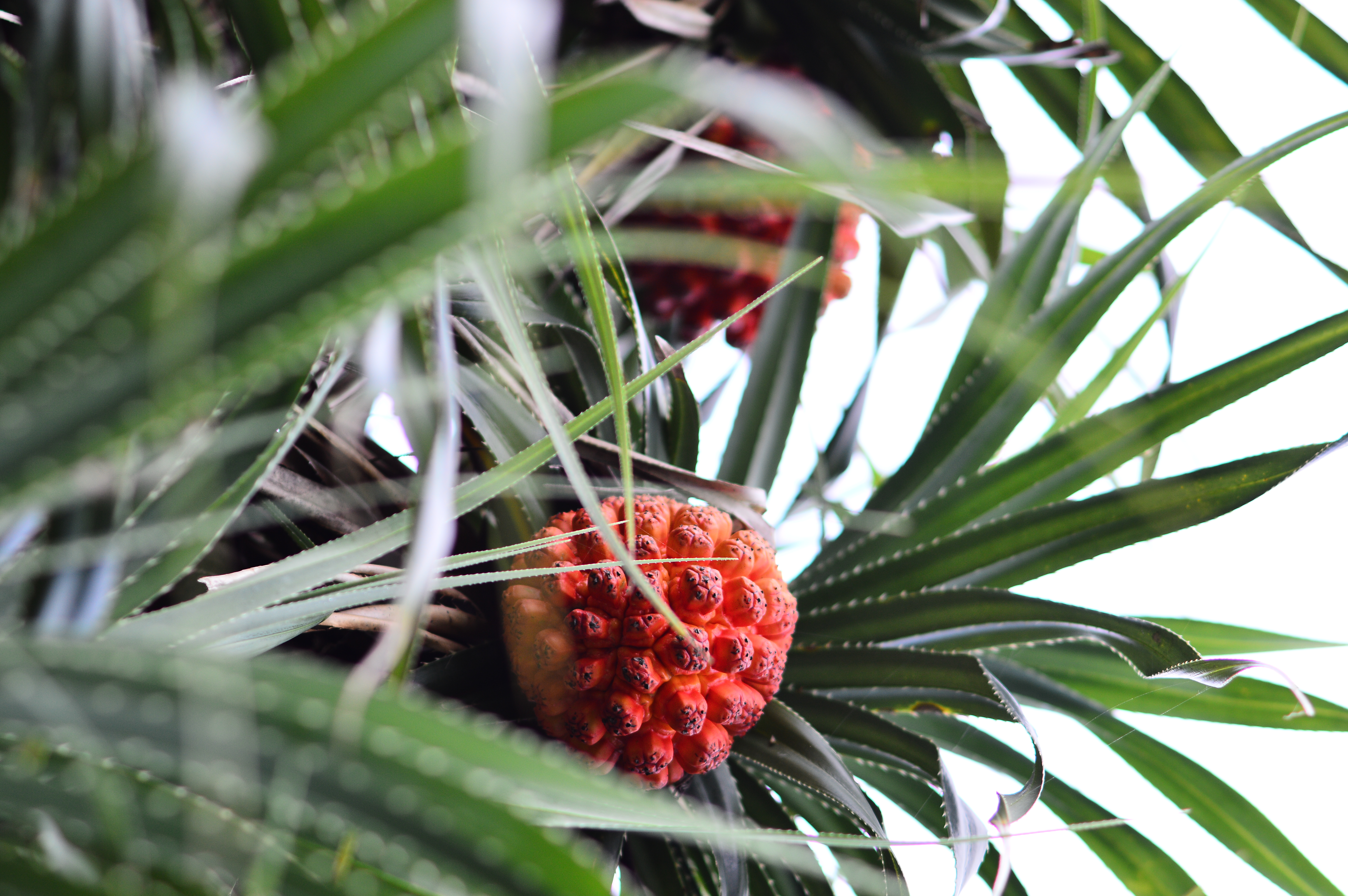
台灣鼻頭角林投果

林投可以長到4-14米〈13-46英尺〉高。單樹幹多刺，在4-8米（13-26英尺）的高度開叉。整棵樹是由氣生根堅實地固定到到地面來支撐。它的葉子通常為90-150厘米（3.0-4.9英尺）長、5-7厘米（2.0-2.8）寬，鋸齒般的邊緣。

### 林投花
林投花是雌雄異株，具有非常不同的雄花及雌花。雄花小、散發香氣、聚簇狀或总状花序，且花期短、只持續一天。而雌花類如菠蘿。

### 林投葉
林投葉簇生於枝頂，葉緣長滿銳刺。以完美的螺線形，順著逆時針的方向每隔四片葉子繞著莖幹往上繞一圈，如此葉緣硬刺便不會刺傷旁邊的葉子。以螺線形環繞還有另一好處，可以讓每片葉子均勻地接收陽光。

## 中醫藥療病

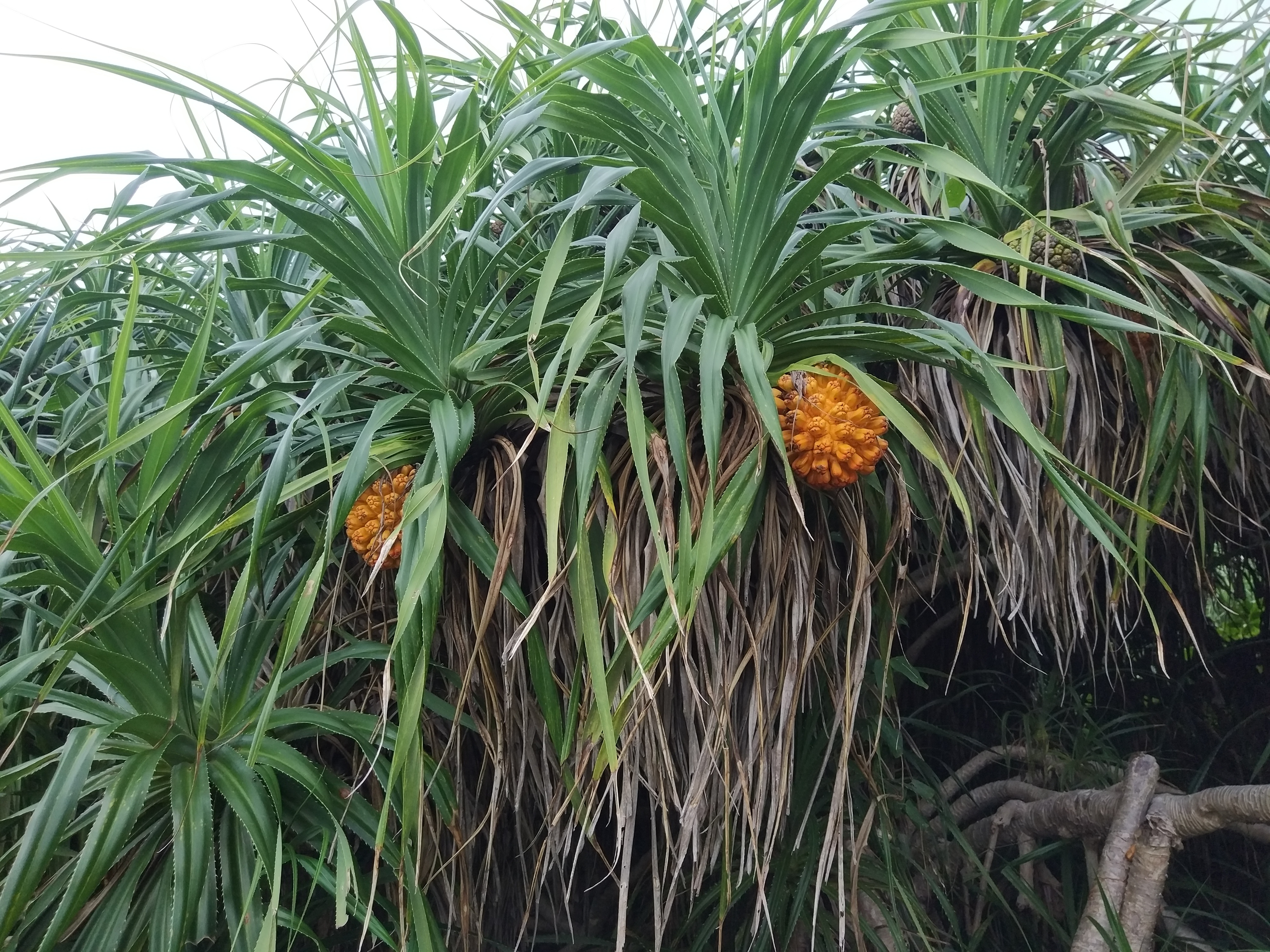
成熟的林投果

其根、果及果核可入藥，性味甘、淡，可發汗解表、清熱利尿。

## 製繩
製造麻繩的方法是在山上找出林投樹的氣根, 氣根是淺啡色， 一般有5至15厘米的粗度, 把它劈下， 用刀把外皮剝下， 用手指把所需要的粗度撕下， 一般一根林投氣根可製作幾十條麻繩， 把這些撕下來的氣根用陽光曬乾， 就可完成。

## 另見
- 林投姐

## 外部連結
- Pandanus tectorius from Foster Garden, Honolulu, Oahu Island, Hawai'i （页面存档备份，存于） World plants, visual gallery （页面存档备份，存于） University of Murcia. Spain
- NSW Department of Environment & Climate Change  （页面存档备份，存于）
- Australian Native Plants - John W. Wrigley & Murray Fagg ISBN 1-876334-90-8
- Christenhusz, M.J.M. (2009). Typification of ornamental plants: Pandanus tectorius (Pandanaceae). Phytotaxa 2: 51-52.
- The World's Best Photos of puhala, Flickr Hive Mind, flickrhivemind.net, related pictures, also the fruits partially dismantled

 维基共享资源上的相關多媒體資源：林投
 維基物種上的相關：林投